# Xanthoparmelia subtropica
Xanthoparmelia subtropica är en lavart som först beskrevs av Elix & J. Johnst., och fick sitt nu gällande namn av Elix. Xanthoparmelia subtropica ingår i släktet Xanthoparmelia och familjen Parmeliaceae.   Inga underarter finns listade i Catalogue of Life.